# Hurricane Ruth
| Hurricane Ruth                            | Hurricane Ruth                            |
| Kattints az alábbi külső linkek egyikére! | Kattints az alábbi külső linkek egyikére! |
| ----------------------------------------- | ----------------------------------------- |
| Nem található szabad kép.(?)              |                                           |
| külső link · jogvédett                    | Hurricane Ruth                            |

Hurricane Ruth (?, 20. század –), amerikai bluesénekesnő.

## Pályafutása
Hurricane Ruth dalai legmélyebben a hagyományos bluesban gyökereznek. 1979-ben kezdett professzionálisan fellépni, és azonnal óriási sikert aratott. A Hurrikán becenevet azért kapta, mert senki nem akarta elhinni, hogy ekkora hang hogyan szólalhat meg egy ilyen kicsi nőből.
Fellépett Maynard Ferguson zenekarával, Adrian Belew-vel, Louis Belsonnal és sok mindenki mással.
Big Mama Thornton, Janis Joplin, Tina Turner, Aretha Franklin, John Lee Hooker, B.B. King, Willie Dixon, Koko Taylor, Taj Mahal... – mindannyian szerves, közvetlen elődei.

## Albumok
- (é.n.): Winds of Change
- 2012: Power Of The Blues... Feels Like A Hurricane
- 2014: Born On the River
- 2020: Good Life
- 2017: Ain't Ready for the Grave
- 2020: Good life
- 2021: Put a little Love in Yout Heart